# اولگ زاگرودنف
اولگ زاگورودنف بازیگر سینما، تئاتر و تلویزیون اوکراینی است. زاگورودنی در 27 اکتبر 1987 در کیف به دنیا آمد. او در رشته تئاتر، سینما و تلویزیون ملی کیف I. K. Karpenko-Kary تحصیل کرد و در سال 2010 فارغ التحصیل شد. از سال 2010، بازیگر تئاتر ملی آکادمیک Lesya Ukrainka.